# 1294
1294 (MCCXCIV) a fost un an obișnuit al calendarului roman.

## Evenimente
- 18 februarie: După moartea lui Kublai-han, patru hanate mongole devin formal independente: al Ciagathaizilor, al Ilhanizilor, Imperiul Yuan și Hoarda de Aur.
- 6 iulie: Tratatul de la Tönsberg între Liga Hanseatică și Norvegia; negustorii germani primesc largi privilegii, mai extinse decât cele ale comercianților norvegieni.
- 13 decembrie: Papa Celestin al V-lea (n. Pietro Angelerio) renunță la scaunul pontifical.

### Nedatate
- Cele două dinastii thai domnitoare în Cambodgia recunosc suzeranitatea mongolă.
- Evreii din orașele regale din Languedoc sunt nevoiți să se stabilească în ghetouri.
- Filip al IV-lea intră în conflict cu contele de Flandra.
- Franciscanul Giovanni di Montecorvino ajunge în China.
- John Balliol, regele Scoției refuză să îl sprijine pe regele Eduard I al Angliei într-o campanie preconizată împotriva Franței și negociază alianța antiengleză de la Auld cu Franța și Norvegia.
- Regele Filip al IV-lea "cel Frumos" începe cucerirea Gasconiei.
- Regii Eduard I al Angliei și Filip al IV-lea al Franței își declară război reciproc; începe disputa pentru Guyenne.
- Se încheie alianța dintre Anglia și Portugalia.

## Arte, Știință, Literatură și Filosofie
- Arhitectul Arnolfo di Cambio schițează planul catedralei Santa Maria di Fiore (cunoscută ca Domul din Florența).
- Carnavalul de la Nisa, la care participă și regele Carol al II-lea de Neapole.
- Edificarea templului budist de la Panauti, în Nepal.

## Nașteri
- 18 martie: Henric al V-lea "cel Bun", duce de Wroclaw (d. ?)
- 18 iunie: Carol al IV-lea "cel Frumos", viitor rege al Franței (d. 1328)

- Hugues V, duce de Burgundia (d. 1315)
- Hugues al IV-lea, rege al Ciprului (d. ?)
- Marsilio da Carrara, conducător al Padovei (d. ?)

## Decese
- 2 februarie: Ludovic al II-lea, duce de Bavaria și Palatinat (n. 1229)
- 18 februarie: Kublai (Kubilai Han), han al mongolilor (n. 1215)
- 3 mai: Ioan I, duce de Brabant (n. 1252)
- 25 decembrie: Mestwin al II-lea, duce al Pomeraniei orientale (n. ?)

- Dimitri de Pereiaslavl, mare cneaz de Vladimir (n. 1250)
- Subaru, prinț japonez (n. ?)
- Brunetto Latini, filosof florentin (n. 1220)
- Andrea Taffi, pictor italian (n. 1213)
- Tuccio Guicciardini, bancher și om politic italian (n. ?)

## Înscăunări
- 18 februarie: Timur, împărat în Imperiul Yuan (sub numele de Chengzong), (1294-1307)
- 5 iulie: Celestin al V-lea (n. Pietro Angelerio), papă (1294)
- 24 decembrie: Bonifaciu al VIII-lea, papă (1294-1303).